# Стъклени топчета (филм)
„Стъклени топчета“ е български игрален филм (драма) от 1999 година, по сценарий и режисура на Иван Черкелов. Оператор е Емил Христов. Музиката във филма е композирана от Асен Аврамов.

## Сюжет
Двама близки приятели – Пацо и Чико, прекарват цяла нощ в празен апартамент, който се намира в центъра на София, близо до мавзолея на Георги Димитров. В подземията на мавзолея работи братът на Чико – Ангел, който е балсаматор и разказва на посетители как телата се пълнят със стъклени топчета. Те очакват Албена – жената, в която Пацо е влюбен. Албена е решила да напусне съпруга си и да заживее с Пацо. Очаква се и ТИР, пълен с тенекии сирене – част от сенчеста сделка на Пацо. Докато пристигне Албена, Пацо предлага да играят на игра, която завършва с трагичната смърт на Чико. Година по-късно Албена се опитва да се самоубие, но в последния момент се отказва. Тя решава да се върне при съпруга си Филип.

## Актьорски състав
| Роля                | Изпълнител              |
| ------------------- | ----------------------- |
| Жана Караиванова    | Албена                  |
| Иван Иванов         | Пацо                    |
| Румен Трайков       | Чико                    |
| Георги Черкелов     | дядо на Албена          |
| Стоянка Мутафова    | майка на Албена         |
| Мирослав Косев      | Филип, съпруг на Албена |
| Рашко Узунов        | Ангел, бран на Чико     |
| Михаил Мутафов      | Капитана                |
| Георги Русев        | бай Павел               |
| Магдалена Вълчева   | Сара, дъщеря на Албена  |
| Александър Трифонов |                         |
| Валери Георгиев     |                         |
| Териса Пискули      |                         |
| Даниел Георгиев     |                         |
| Лъчезар Лазаров     |                         |
| Пламен Сомов        |                         |
| Валентин Гошев      |                         |
| Даниел Пройховски   |                         |
| Парсек Шубаралян    |                         |
| Васил Борисов       |                         |
| Валентин Маринов    |                         |

## Награди
- Специалната на журито на 25 МФ на телевизионния филм МТФ „Златна ракла“ (Пловдив, 2000)
- Наградата за женска роля на Жана Караиванова на 24 ФБФ (Варна, 2000)